# Иванова, Александра Ивановна
Александра Ивановна Иванова (1804, Петербург — 27.12.1830 (8.1.1831), там же) — оперная и камерная певица (лирико-колоратурное сопрано). Также выступала в водевилях.

## Биография
Александра Иванова родилась в 1804 году в городе Санкт-Петербурге. Окончила Петербургское театральное училище (сначала класс Э. Бьянки, позднее училась у К. Кавоса), по окончании которого в 1822 году была принята в петербургский Большой театр, дебютировав там ещё раньше — 1 апреля 1818 в партии Амура — «Дианино древо»). Обладала гибким, хорошо поставленным голосом редкой красоты, блестящей вокальной техникой (не имела соперников в исполнении рулад). Увлекаясь виртуозными пассажами, самодовлеющей красотой звука, пренебрегала задачами сцен. выразительности. За восемь лет сценической деятельности спела ведущие партии (лирические и драматические) в 80 операх и водевилях.
В некоторых словарях утверждается, что она была женой московского балетмейстера А. П. Глушковского, но другими словарями эта информация не подтверждается. Возможно, что это ошибка: женой А. П. Глушковского была московская балерина Иванова-Глушковская, Татьяна Ивановна.
Александра Ивановна Иванова умерла 27 декабря 1830 года в возрасте 26-ти лет.

## Оперные партии
Рогнеда, 1-я исполнительница («Жар-птица, или Приключения Ивана царевича»), Герда, 1-я исполнительница («Иван царевич, золотой шлем»), Линдора, 1-я исполнительница («Новая шалость, или Театральное сражение» с музыкой Алябьева, А. Н. Верстовского и Л. В. Маурера, Услада («Светлана, или Сто лет в один день»); Зобеида («Забавы Калифа, или Шутки на одни сутки» А. И. Писарева на музыку А. А. Алябьева, А. Н. Верстовского и Шольца); Аннхен («Вольный стрелок»), Донна Анна («Дон Жуан»); Алексей и Маша («Иван Сусанин» К. Кавоса), Леста («Днепровская русалка»), Настасья («Старинные святки»), Прията, Русида, Зломека, Царица ночи, Дуняша («Федул с детьми» по либретто императрицы Екатерины II композиторов Мартин-и-Солера и Пашкевича), Гений Лель; Марцелина («Водовоз»), Вениамин («Иосиф в Египте» Мегюля), мн.др.
Кроме того, исполняла концертные партии под руководством своего педагога К. Кавоса.